# Balacra gloriosa
Balacra gloriosa là một loài bướm đêm thuộc phân họ Arctiinae, họ Erebidae.